# Maja Popielarska
Maja Popielarska, właśc. Maria Popielarska (ur. 1973 w Trzciance) – polska dziennikarka, prezenterka TVN, TVN24, TVN Meteo i HGTV.

## Życiorys
W dzieciństwie przez kilka lat mieszkała w Afryce w Liberii i Ghanie. Absolwentka Liceum Ogólnokształcącego im. Stanisława Staszica w Trzciance oraz SGGW, ze specjalizacją architektura krajobrazu. W latach 1996–1999 była prezenterką pogody przy magazynie 7 minut – wydarzenia dnia i kierownikiem produkcji magazynu Zoom w stacji RTL 7. Od 1999 jest prezenterką pogody w stacjach TVN. Od 10 września 2004 roku w TVN Meteo, prowadzi swój własny magazyn poradnikowy, dotyczący pielęgnacji roślin i projektowania ogrodów, działek pt. Maja w ogrodzie, obecnie pod nazwą Nowa Maja w ogrodzie i jest nadawany w HGTV. W 2007 roku była także autorką programu Grunt to zdrowie, który emitowany był w TVN Style. We wrześniu 2007 poinformowała o zamiarze odejścia z Grupy TVN do TV Puls, lecz miesiąc później zdecydowała się pozostać w stacji, gdzie zmieniła zdanie po tym jak przedstawiono jej atrakcyjną propozycję rozwoju w ramach TVN Meteo. 

## Telewizja
- od 1996 do 1999: RTL 7 – prezenterka prognozy pogody, Zoom – kierownik produkcji, prowadząca program

- od 1999: TVN, TVN24 – prezenterka prognozy pogody

- od 2003: TVN Meteo Active – prezenterka prognozy pogody

- od 2004: Maja w ogrodzie (TVN, TVN24, TVN Meteo Active (obecnie HGTV), TVN Style) – współautorka i prowadząca program

- 2007: Grunt to zdrowie (TVN Style) – prowadząca program

## Publikacje
- 2007: Pokochać ogród – Maja Popielarska (ISBN 83-245-1238-1)
- 2009: W królestwie roślin ogrodowych (ISBN 978-83-245-1638-4)
- 2010: Balkon i taras – zielona oaza (ISBN 978-83-245-1512-7)
- 2012: Maja w ogrodzie wiosna–lato (ISBN 978-83-63014-104-9)
- 2012: Maja w ogrodzie jesień–zima (ISBN 978-83-63014-104-9)
- 2014: 12 miesięcy z Mają Popielarską: Kalendarium prac w ogrodzie i na tarasie (ISBN 978-83-64776-14-4)

## Nagrody i wyróżnienia
- 2012: II miejsce w plebiscycie Telekamery „Tele Tygodnia” 2012 w kategorii „Prezenter pogody”

- 2013: „Honorowy Zielony Laur” (prestiżowa nagroda branży ogrodniczej)

## Życie prywatne
Ma dwóch synów: Jakuba oraz Jana.